# Kolak
Kolak (o kolek) es un postre indonesio a base de azúcar de palma o azúcar de coco, leche de coco, y hoja de pandanos (P. amaryllifolius). Existe una variación en la que se agrega banana y que se denomina kolak pisang o banana kolak. Otras variaciones incluyen el agregado de zapallo, batata, jackfruit, plátano, mandioca, y perlas de tapioca. Por lo general se lo sirve caliente o a temperatura ambiente.
En Indonesia, el kolak es un platillo popular de iftar durante el mes santo del Ramadan.

## Galería

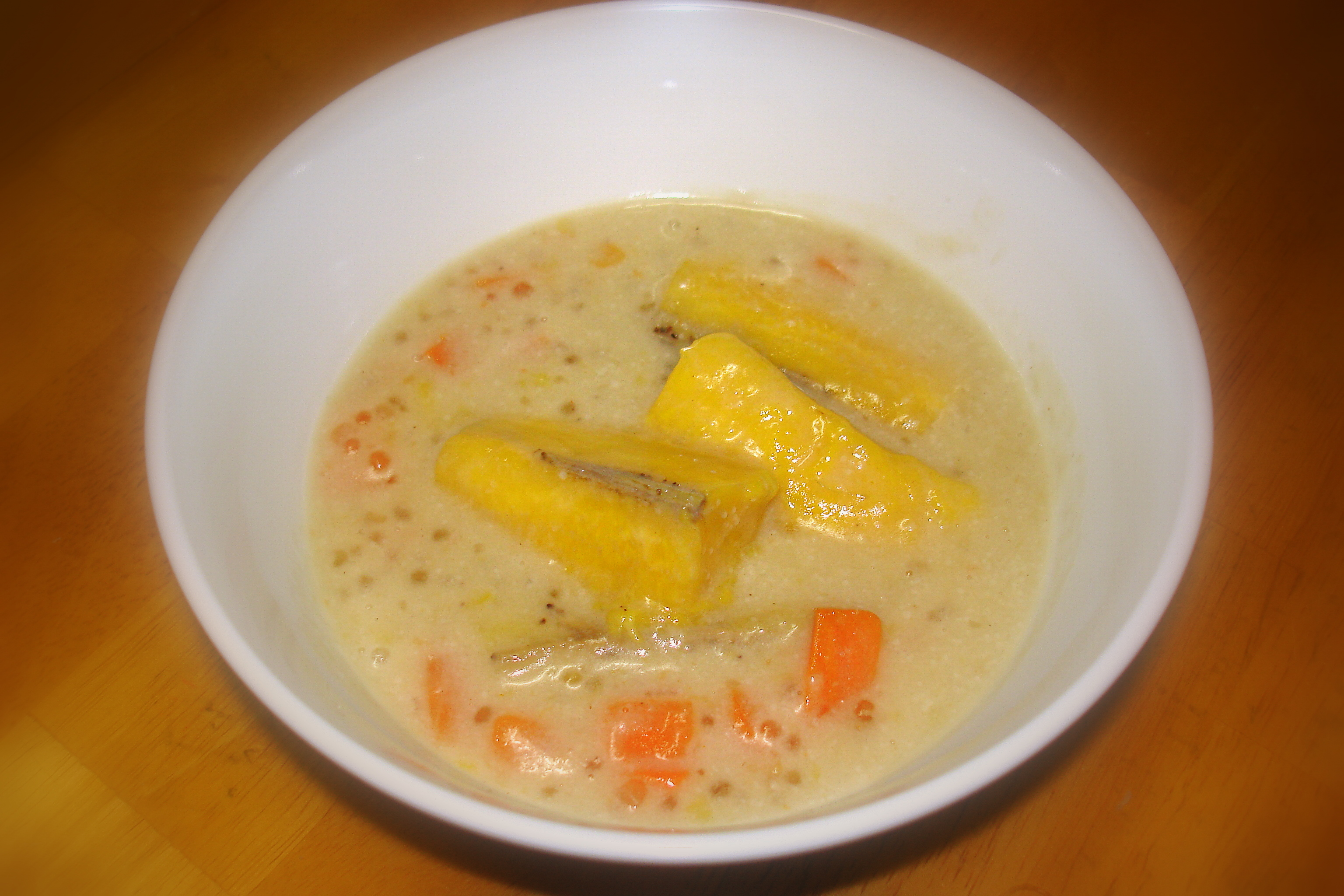
Kolak de banana, una variante del kolak.
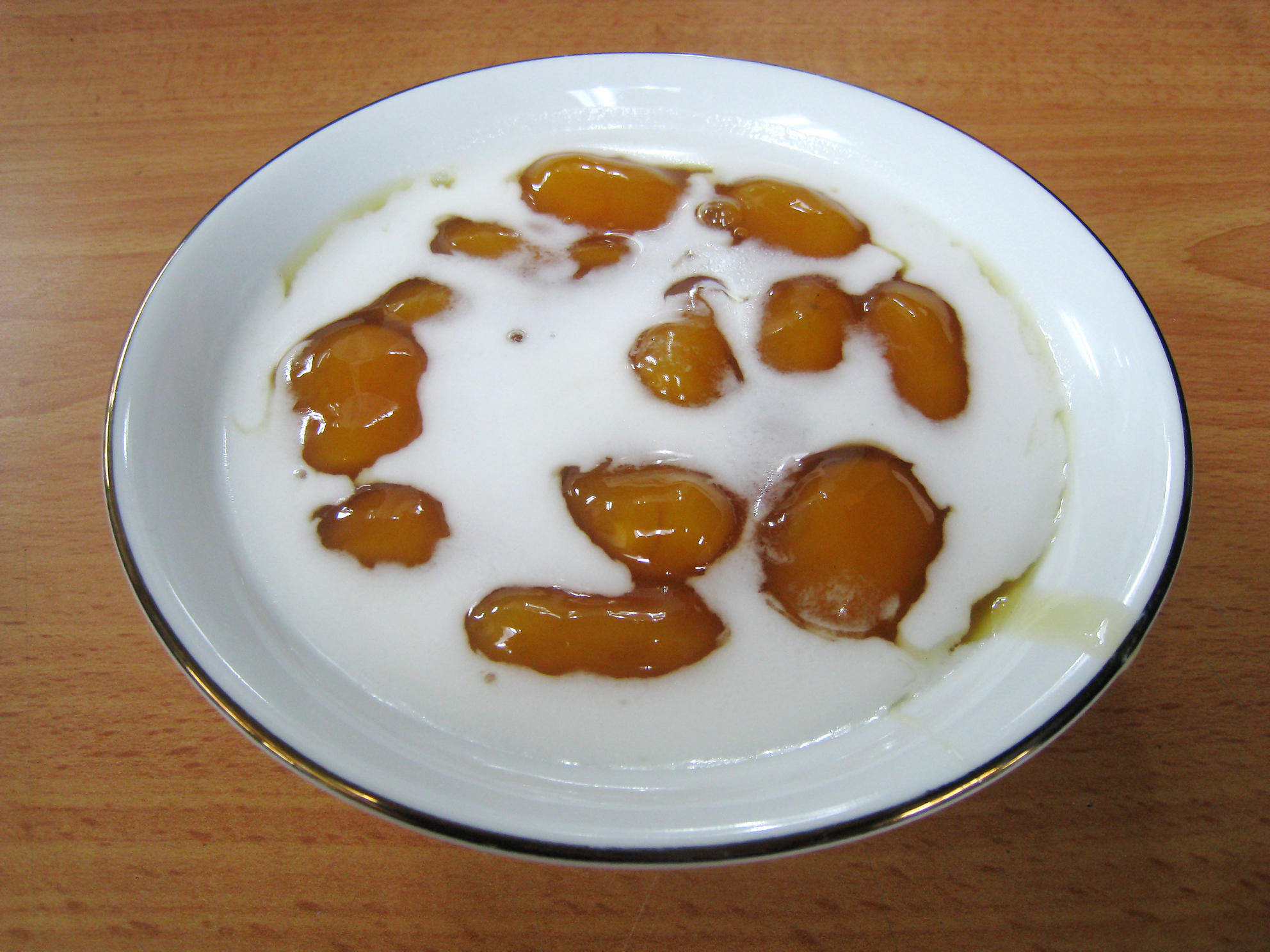
Kolak biji salak, preparado con bolitas de batata.